# التهاب أوعية لاعب الغولف الدموية
التهاب أوعية لاعب الغولف الدموية، والتهاب الأوعية الدموية الناجم عن ممارسة الرياضة والطفح الجلدي، هي أسماء اقترحها باحثون طبيون مختلفون لشكل من أشكال التهاب الأوعية الدموية الذي ينتج عنه طفح جلدي (نزيف من الأنسجة الكامنة). غالبًا ما يحدث في أسفل الساقين بسبب التمرين المفرط في درجات الحرارة المرتفعة. وهو أكثر شيوعًا بين كبار السن.
يطلق عليه اسم لاعب الجولف بسبب كثرة المشي في لعبة الجولف، فضلاً عن كونها رياضة أكثر شيوعًا بين كبار السن، مما يؤدي إلى زيادة معدل الإصابة بهذه الحالة.

## روابط خارجية
- About.com article about Golfer's vasculitis